# ت ع م+05:45

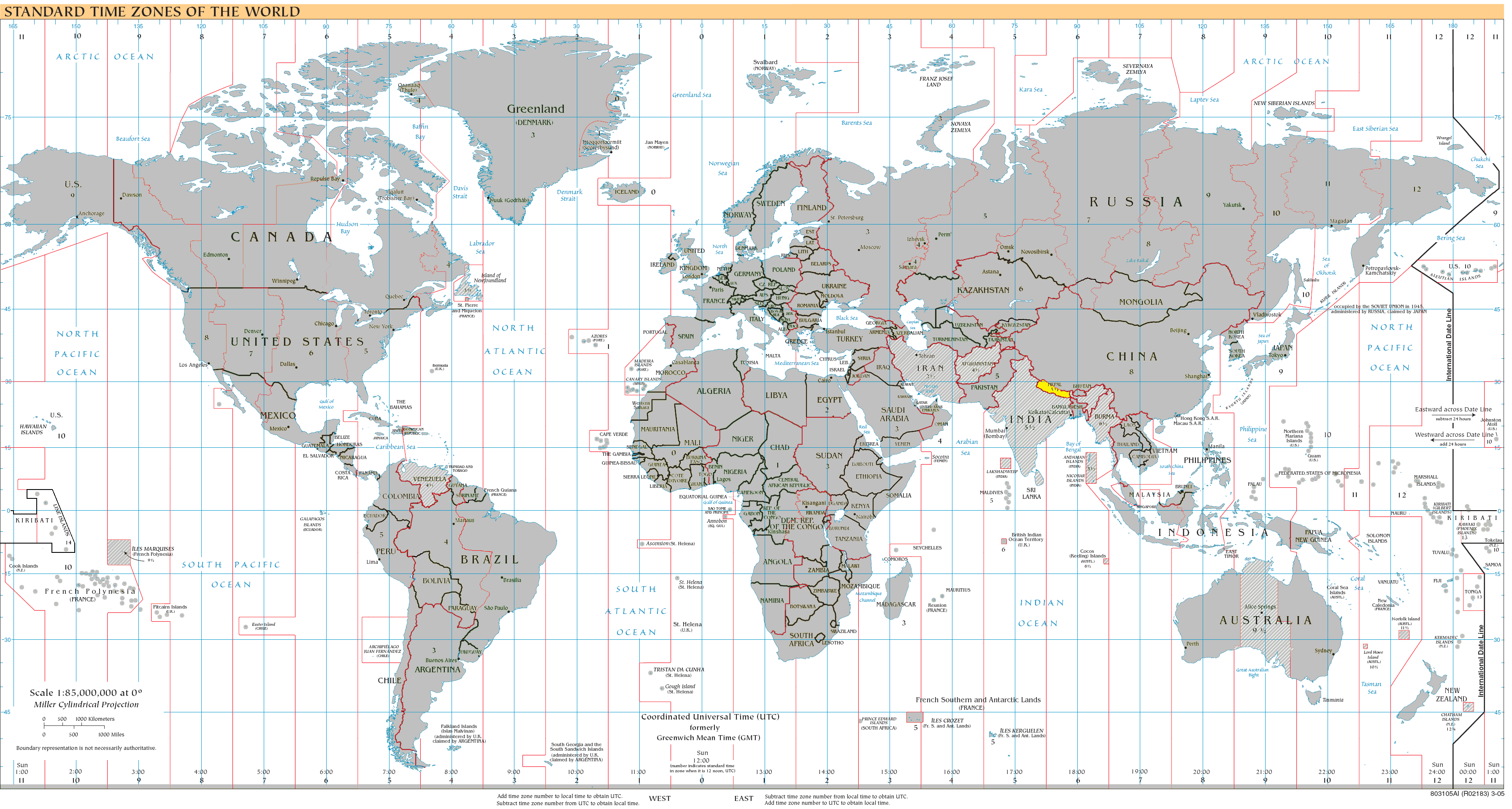
UTC + 05: 45: الأزرق (ديسمبر) والبرتقالي (يونيو) والأصفر (على مدار السنة) والأزرق الفاتح (المناطق البحرية)

ت ع م + 05:45 أو UTC + 05: 45 هو معرف لإزاحة الوقت من التوقيت العالمي المنسق قيمته 05h:45m، أي يزيد التوقيت المحلي عن التوقيت العالمي ب5 ساعات و45 دقيقة، ويستخدم هذا التوقيت في نيبال.

## كوقت قياسي (على مدار السنة)
المدن الرئيسية: كاتماندو

### جنوب آسيا
- نيبال – التوقيت القياسي في نيبال منذ 1986